# بريان كوكار
بريان كوكار (بالفرنسية: Bryan Coquard )‏ (و. 1992  م) هو راكب دراجة هوائية، ودراج على المضمار، من فرنسا، شارك في طواف فرنسا، وألعاب أولمبية صيفية 2012، وركوب الدراجات في ألعاب أولمبية صيفية 2012 – رجال أومنيوم ‏.

## سباقات أو مراحل فاز بها
| التاريخ        | السباق                                                         | المركز                                                                  |
| -------------- | -------------------------------------------------------------- | ----------------------------------------------------------------------- |
| 17 يوليو 2010  | 2010 European Road Cycling Championships Men U19 RR            |                                                                         |
| 01 يناير 2012  | ركوب الدراجات في ألعاب أولمبية صيفية 2012 – رجال أومنيوم       |                                                                         |
| 01 يناير 2012  | سباق الطريق لأقل من 23 سنة في بطولة العالم 2012                |                                                                         |
| 01 يناير 2013  | كأس فرنسا لركوب الدراجات على الطريق 2013                       | الأول في تصنيف أفضل شاب، الثاني في تصنيف النقاط                         |
| 01 يناير 2013  | طواف أوروبا للدراجات 2013                                      |                                                                         |
| 01 يناير 2013  | Châteauroux Classic de l'Indre 2013                            | الفائز في التصنيف العام                                                 |
| 09 أبريل 2013  | باريس-كاممبير 2013                                             | الخامس في التصنيف العام                                                 |
| 11 أبريل 2013  | جائزة دينين الكبرى 2013                                        | الثاني في التصنيف العام                                                 |
| 12 مايو 2013   | تور دي بيكاردي 2013                                            |                                                                         |
| 26 مايو 2013   | 2013 Boucles de l'Aulne                                        | الخامس في التصنيف العام                                                 |
| 08 سبتمبر 2013 | جي بي دي فورميس 2013                                           | الثالث في التصنيف العام                                                 |
| 12 سبتمبر 2013 | تشالينج سبرينت برو 2014 2013                                   |                                                                         |
| 04 أبريل 2014  | روت أديلي 2014                                                 | الفائز في التصنيف العام                                                 |
| 15 أبريل 2014  | باريس-كاممبير 2014                                             | الفائز في التصنيف العام                                                 |
| 18 مايو 2014   | تور دي بيكاردي 2014                                            |                                                                         |
| 01 يناير 2015  | 2015 UCI Track Cycling World Championships – men's madison     |                                                                         |
| 01 يناير 2015  | 2015 UEC European Track Championships – men's elimination race |                                                                         |
| 10 مايو 2015   | أربعة أيام من دونكيرك 2015                                     | الأول في تصنيف أفضل شاب، الأول في تصنيف النقاط، الثاني في التصنيف العام |
| 21 يونيو 2015  | روتي دو سود 2015                                               |                                                                         |
| 01 يناير 2016  | كأس فرنسا لركوب الدراجات على الطريق 2016                       | الأول في تصنيف أفضل شاب، الرابع في تصنيف النقاط                         |
| 07 فبراير 2016 | نجم بسجس 2016                                                  |                                                                         |
| 01 أبريل 2016  | روت أديلي 2016                                                 | الفائز في التصنيف العام                                                 |
| 08 مايو 2016   | أربعة أيام من دونكيرك 2016                                     | الفائز في التصنيف العام                                                 |
| 05 يونيو 2016  | بوكليس دي لا مايين 2016                                        | الفائز في التصنيف العام                                                 |
| 02 أكتوبر 2016 | طواف فونديه 2016                                               |                                                                         |
| 07 أبريل 2017  | حلبة دي لا سارث 2017                                           | الأول في تصنيف النقاط                                                   |
| 01 يناير 2019  | 2019 UEC European Track Championships – men's points race      |                                                                         |
| 12 أبريل 2019  | سباق حلبة دي لا سارث 2019                                      | الأول في تصنيف النقاط                                                   |
| 26 مايو 2019   | جي بي مارسيل كينت 2019                                         | الفائز في التصنيف العام                                                 |
| 09 يونيو 2019  | بوكليس دي لا مايين 2019                                        |                                                                         |
| 25 يوليو 2019  | 2019 Grand Prix Cerami                                         | الفائز في التصنيف العام                                                 |
| 31 يوليو 2019  | طواف فالونيا 2019                                              | الأول في تصنيف النقاط                                                   |
| 02 أكتوبر 2022 | طواف فونديه 2022                                               | الفائز في التصنيف العام                                                 |

## جوائز
حصل على جوائز منها:
- فارس وسام الاستحقاق الوطني (31 ديسمبر 2012).

## روابط خارجية
- بريان كوكار على موقع الاتحاد الدولي للدراجات (الإنجليزية)
- بريان كوكار على موقع أرشيف الدراجات (الإنجليزية)
- بريان كوكار على موقع إحصائيات الدراجات الإحترافية (الإنجليزية)
- بريان كوكار على موقع نسبة الدراجات (الإنجليزية)
- بريان كوكار على موقع CycleBase (الإنجليزية)
- بريان كوكار على موقع اللجنة الأولمبية الدولية (الإنجليزية)
- بريان كوكار على موقع أوليمبيديا (الإنجليزية)
- بريان كوكار على موقع اللجنة الأولمبية الفرنسية (مؤرشف) (الفرنسية)